# Молочай широколистный
Молоча́й широколи́стный (лат. Euphorbia latifolia) — многолетнее травянистое растение; вид рода Молочай (Euphorbia) семейства Молочайные (Euphorbiaceae).

## Морфология
Растение (30)50–100 см высотой, голое, светло-зелёное, затем желтеющее.
Стебли  многочисленные, прямостоячие, бороздчатые, наверху с пазушными цветоносами, ниже с нецветущими ветвями, редко простые.
Стеблевые листья 2,5–5,5 см длиной, из широко-клиновидного основания широкояйцевидные или яйцевидно-ланцетовидные, наиболее широкие в середине и ниже, 1–3 см шириной, на конце притуплённые или округлённые, лишь изредка внезапно слегка остоконечные, цельнокрайные или только на конце слегка зазубренные, с одной жилкой; на вегетативных ветвях — черешчатые, из клиновидного основания линейно-лопатчатые, 2—4,5 см длиной, наиболее широкие в верхней части, 7—15 мм шириной, тупые, на конце закруглённые.
Верхушечные цветоносы в числе 8—17, прямые, как и пазушные — на конце два раза двураздельные. Листочки обёртки сидячие, широкоэллиптические или округло-обратнояйцевидные, 1,5—2,1 см длиной, 1,2—1,4 см шириной, тупые; листочки обёрточек по два, из сердцевидного основания широкотреугольнояйцевидные или почковидные, 8—18 мм длиной, 15—25 мм шириной, тупые, едва остроконечные, благодаря взаимному налеганию оснований сливающиеся в кружки, по краю мелкозазубренные, при цветении желтоватые; бокальчик колокольчатый, 2,5—3 мм длиной, снаружи голый, внутри коротко-пушистый, с округлыми, притуплёнными или даже выемчатыми, короткоресничными лопастями. Нектарники тёмные, полулунные, очень коротко-двурогие или почти безрогие. Столбики 1–1,5 мм длиной, внизу примерно на 1/5 длины сросшиеся, наверху на 1/5 — 1/4 длины рассечённые. Цветёт в мае—июне.
Плод — усечённо-яйцевидный трёхорешник, 2,5—3 мм длиной, 3—3,5 мм шириной, глубоко-бороздчатый, с почти гладкими лопастями. Семена 2–2,5 мм длиной, продолговатые, буроватые, гладкие, с маленькой плоской сидячей карункулой.
Вид описан с Курчумских гор близ Набаты.

## Распространение
Встречается на северо-востоке России, в бассейнах рек Северная Двина и Вычегда, на Алтае и в Средней Азии. На Алтае встречается крайне редко.
На Алтае встречается  по долинам рек Алей и Чарыш между Берёзовкой и Чарышским, Сентилеком и Коргоном.
Растёт в  зарослях кустарников, на щебнистых склонах, скалах, на лужайках, иногда по обочинам дорог; в поймах рек и ручьёв, как сорное в посевах.

## Химический состав
В растении содержатся флавоноиды и кумарины, в корнях — сапонины.

## Таксономия
|  |                                      |  |                                                             |                                                             |                      |  | ещё 36 семейств (согласно Системе APG II), в том числе Маковые | ещё 36 семейств (согласно Системе APG II), в том числе Маковые |                           |  |  |  | ещё ≈2000 видов |
|  |                                      |  |                                                             |                                                             |                      |  | ещё 36 семейств (согласно Системе APG II), в том числе Маковые | ещё 36 семейств (согласно Системе APG II), в том числе Маковые |                           |  |  |  | ещё ≈2000 видов |
|  |                                      |  |                                                             | порядок Мальпигиецветные                                    |                      |  |                                                                |                                                                | род Молочай (Euphorbia)   |  |  |  |                 |
|  |                                      |  |                                                             | порядок Мальпигиецветные                                    |                      |  |                                                                |                                                                | род Молочай (Euphorbia)   |  |  |  |                 |
|  | отдел Цветковые, или Покрытосеменные |  |                                                             |                                                             | семейство Молочайные |  |                                                                |                                                                | вид Молочай широколистный |  |  |  |                 |
|  | отдел Цветковые, или Покрытосеменные |  |                                                             |                                                             | семейство Молочайные |  |                                                                |                                                                |                           |  |  |  |                 |
|  |                                      |  | ещё 44 порядка цветковых растений (согласно Системе APG II) | ещё 44 порядка цветковых растений (согласно Системе APG II) |                      |  |                                                                | ещё >300 родов                                                 | ещё >300 родов            |  |  |  |                 |
|  |                                      |  |                                                             | ещё 44 порядка цветковых растений (согласно Системе APG II) |                      |  |                                                                |                                                                | ещё >300 родов            |  |  |  |                 |